# Assisi (film, 1932)
Pour plus de détails, voir Fiche technique et Distribution.
Assise est un documentaire datant de 1932 réalisé par Alessandro Blasetti .

## Synopsis
Par sa vue panoramique de la ville et sa campagne en arrière-plan, le documentaire aborde l'agglomération urbaine d’Assise en encadrant la basilique San Francesco tandis que le chemin d'un moine muni d'une torche semble conduire la caméra jusqu'à la crypte de Saint François. 
Un narrateur raconte l'histoire du saint, de sainte Claire et des ordres qu'ils ont fondés. 
Les images créent alors une sorte de marche devant l'art de Giotto et de Cimabue. Des frères mineurs en procession avec des bougies sont les seuls éléments humains qui ressortent dans la représentation de la ville et de son architecture. Le court-métrage se termine sur la campagne ombrienne.

## Fiche technique
- Titre : Assisi
- Réalisation : Alessandro Blasetti
- Photographie : Antonio Cufaro
- Montage : Alessandro Blasetti
- Production : Stefano Pittaluga
- Société de production : Società Anonima Stefano Pittaluga
- Pays de production :  Royaume d'Italie
- Genre : Documentaire
- Durée : 12 minutes
- Date de sortie : 
  - Royaume d'Italie : 1932

## Production
Le court métrage fait partie d'une série de documentaires produits dans ces années-là par Cines et consacrés aux lieux italiens : une politique qui a commencé avec l'arrivée de Stefano Pittaluga à la maison de production et poursuivie par Emilio Cecchi . En plus de Blasetti, les documentaires ont été commandés à Bragaglia, Poggioli, Barbaro, Matarazzo, Perilli. 
Assisi a été tourné en dix jours, entre avril et mai 1932. Après le montage et l'ajout d'un commentaire parlé, confié à un père dominicain, il a été présenté en avant-première en juin au Palais de la Chancellerie apostolique à Rome, par un groupe de hauts prélats dont sept cardinaux. La présentation officielle a eu lieu le 9 août 1932 à Venise, à l'occasion du 1er Festival international du film .

## Accueil
Barbaro en 1936 écrivait : 

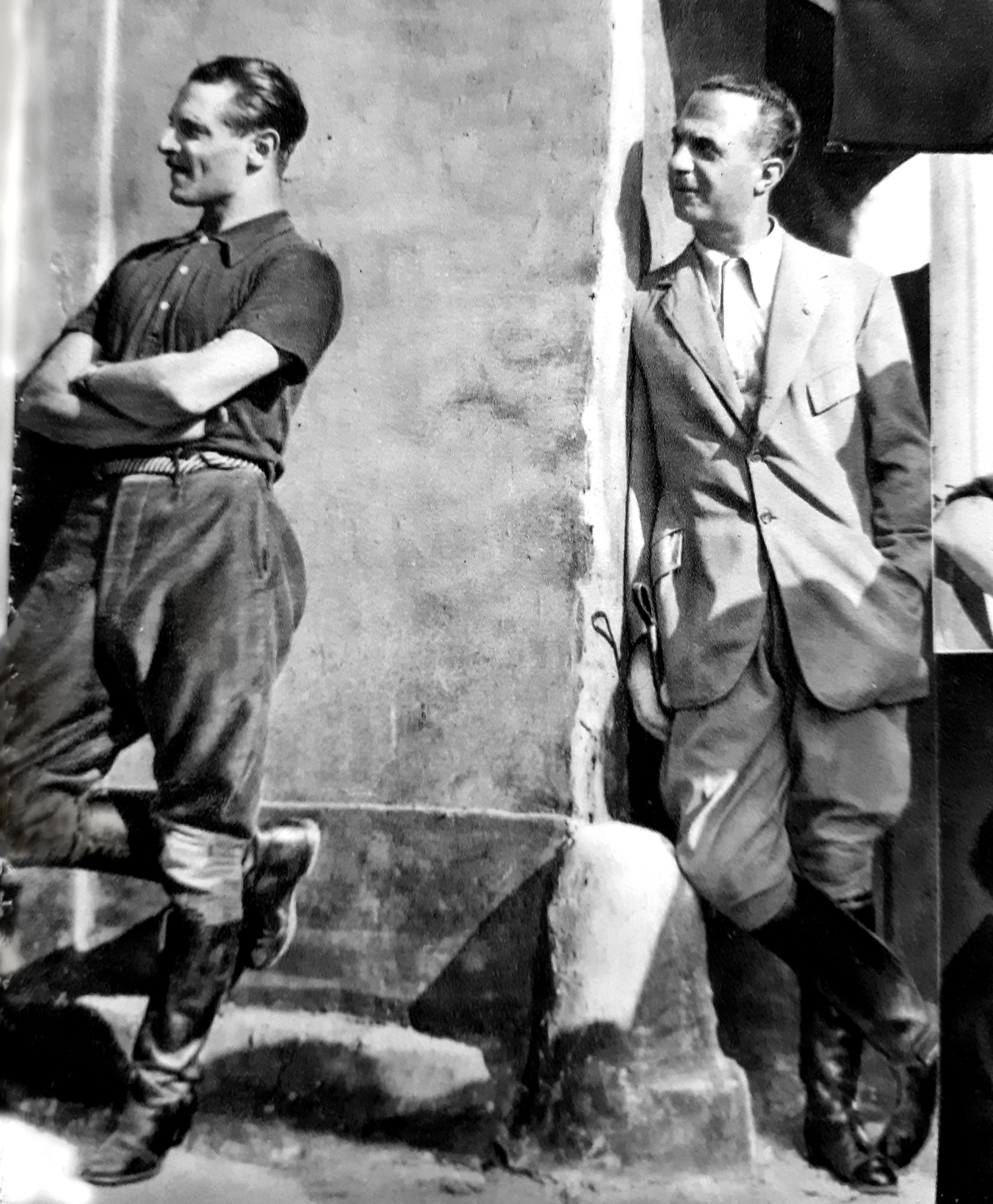
Alessandro Blasetti (à gauche) en 1934

"Alessandro Blasetti... ennemi des coupes rapides et du montage [...] a résolu le problème en donnant un fil conducteur à son documentaire en suivant sans cesse, sous les angles les plus divers, un cortège et découvrant ainsi tout Assise. Le résultat est certainement remarquable et ce court métrage est peut-être la meilleure chose que Blasetti ait réalisée à ce jour : d'autant plus que la photographie, par de forts contrastes, a contribué à rendre l'atmosphère mystique du sanctuaire."

## Témoignages
Blasetti se souvient : « Le documentaire Assise était quelque chose d'une certaine importance. Il m'a été demandé par Emilio Cecchi et il a été présenté à Venise je dois dire avec un succès assez robuste. Et c'était le premier documentaire sur lequel l'attention critique a été attirée sur la reprise du cinéma italien" .